# Associazione Calcio Legnano 1954-1955
Questa voce raccoglie le informazioni riguardanti l'Associazione Calcio Legnano nelle competizioni ufficiali della stagione 1954-1955.

## Stagione

Daniele Revere, al Legnano dal 1947 al 1952 e dal 1953 al 1955

La retrocessione in Serie B all'ultimo posto in classifica della stagione precedente ha come conseguenza le dimissioni di Giovanni Mari dalla carica di presidente del Legnano. Mari viene sostituito da un commissario reggente, Giuseppe Mario Perozzi. A livello dirigenziale è deciso di rivoluzionare la rosa: sono acquistati il portiere Fabio Soldaini, il difensore Ermanno Tarabbia e gli attaccanti Alvaro Zian e Emilio Caprile, mentre sul fronte cessioni vengono venduti il portiere Renato Gandolfi, i difensori Arturo Morelli e Luigi Asti, i centrocampisti Pietro Miniussi e Renzo Sassi e gli attaccanti Ivar Eidefjäll, Nereo Manzardo, Enrico Motta e Sergio Mion. Sono riconfermati in prima squadra i primavera i difensori Edmondo Colombi e Elia Greco e gli attaccanti Remo Morelli, Enzo Mustoni e Giancarlo Rebizzi. Sulla panchina del Legnano c'è il ritorno, dopo appena una stagione dal temporaneo addio, di Ugo Innocenti.
La stagione 1954-1955 in Serie B è caratterizzata da un buon andamento, che si conclude con il 3º posto in classifica a 40 punti a pari merito con il Modena e a due lunghezze dal Padova, secondo in classifica e promosso in Serie A insieme al Vicenza capolista. Il Legnano fallisce quindi per soli due punti la terza promozione consecutiva nella massima serie.

## Divise
| Casa |

## Organigramma societario
Area direttiva
- Presidente: -
- Commissario reggente: Giuseppe Mario Perozzi

Area tecnica
- Allenatore: Ugo Innocenti

## Rosa
| N. |                   | Ruolo | Calciatore            |
| -- | ----------------- | ----- | --------------------- |
|    | Italia (bandiera) | A     | Erminio Bercarich     |
|    | Italia (bandiera) | A     | Emilio Caprile        |
|    | Italia (bandiera) | D     | Edmondo Colombi       |
|    | Italia (bandiera) | D     | Elia Greco (II)       |
|    | Italia (bandiera) | P     | Mario Longoni         |
|    | Italia (bandiera) | A     | Giuseppe Luciano Lupi |
|    | Italia (bandiera) | A     | Remo Morelli          |
|    | Italia (bandiera) | A     | Enzo Mustoni          |
|    | Svezia (bandiera) | C     | Karl-Erik Palmér      |

| N. |                   | Ruolo | Calciatore        |
| -- | ----------------- | ----- | ----------------- |
|    | Italia (bandiera) | D     | Franco Pian       |
|    | Italia (bandiera) | A     | Giancarlo Rebizzi |
|    | Italia (bandiera) | C     | Daniele Revere    |
|    | Italia (bandiera) | D     | Camillo Rossi     |
|    | Italia (bandiera) | C     | Luciano Sassi (I) |
|    | Italia (bandiera) | P     | Fabio Soldaini    |
|    | Italia (bandiera) | D     | Ermanno Tarabbia  |
|    | Italia (bandiera) | A     | Alvaro Zian       |

## Risultati

### Serie B

#### Girone d'andata
| Arbitro: | Arpaia (Roma) |

|                              |           |  |
| Bertoni III 9’ Farinelli 65’ | Marcatori |  |

| Arbitro: | Canepa (Genova) |

|                          |           |                |
| Zian 3’ Rebizzi 28’, 37’ | Marcatori | 67’ Zamperlini |

| Parma 3 ottobre 1954 3ª giornata | Parma           | 0 – 0 | Legnano | Stadio Ennio Tardini\| Arbitro: \| Pieri (Trieste) \| |
| Arbitro:                         | Pieri (Trieste) |       |         |                                                       |

| Legnano 10 ottobre 1954 4ª giornata | Legnano         | 0 – 0 | Lanerossi Vicenza | Stadio Comunale\| Arbitro: \| Moriconi (Roma) \| |
| Arbitro:                            | Moriconi (Roma) |       |                   |                                                  |

| Arbitro: | Grandville (Roma) |

|                          |           |                                    |
| Brach 13’, 47’ Grisa 20’ | Marcatori | 19’, 44’ Caprile 85’ (aut.) Fabbri |

| Arbitro: | Agnolin (Bassano del Grappa) |

|  |           |          |
|  | Marcatori | 75’ Zian |

| Arbitro: | Canepa (Genova) |

|             |           |  |
| Rebizzi 86’ | Marcatori |  |

| Arbitro: | Scaramella (Roma) |

|           |           |                     |
| Cabas 14’ | Marcatori | 58’ (aut.) Zambarda |

| Legnano 14 novembre 1954 9ª giornata | Legnano           | 0 – 0 | Arsenaltaranto | Stadio Comunale\| Arbitro: \| Fornari (Bologna) \| |
| Arbitro:                             | Fornari (Bologna) |       |                |                                                    |

| Arbitro: | Smorto (Reggio Calabria) |

|                  |           |           |
| Caprile 30’, 67’ | Marcatori | 60’ Perin |

| Arbitro: | Rigato (Mestre) |

|                                           |           |               |
| Tagnin 10’ (rig.) Barengo 39’ Forlani 40’ | Marcatori | 35’ Bercarich |

| Arbitro: | Lo Bello (Siracusa) |

|                           |           |                         |
| Avallone 6’ Barchiesi 68’ | Marcatori | 4’ Palmér 75’ Bercarich |

| Arbitro: | Famulari (Messina) |

|                    |           |  |
| Caprile 57’ (rig.) | Marcatori |  |

| Arbitro: | Marchese (Napoli) |

|           |           |             |
| Persi 89’ | Marcatori | 50’ Rebizzi |

| Como 9 gennaio 1955 15ª giornata | Como              | 0 – 0 | Legnano | Stadio Giuseppe Sinigaglia\| Arbitro: \| Scaramella (Roma) \| |
| Arbitro:                         | Scaramella (Roma) |       |         |                                                               |

| Arbitro: | Bonetto (Torino) |

|            |           |            |
| Rebizzi 7’ | Marcatori | 59’ Genero |

| Arbitro: | Arpaia (Roma) |

|                                  |           |                       |
| Mustoni 60’ Zian 78’ Caprile 79’ | Marcatori | 90’ (rig.) Stivanello |

#### Girone di ritorno
| Arbitro: | Perego (Milano) |

|          |           |           |
| Lupi 85’ | Marcatori | 37’ Resta |

| Arbitro: | Canepa (Genova) |

|                            |           |             |
| Zamperlin 20’ Leonardi 36’ | Marcatori | 16’ Rebizzi |

| Arbitro: | Alterio (Roma) |

|                              |           |             |
| Mustoni 39’ Rebizzi 68’, 82’ | Marcatori | 11’ Fontana |

| Arbitro: | Bernardi (Bologna) |

|                  |           |             |
| Campana 78’, 81’ | Marcatori | 76’ Rebizzi |

| Arbitro: | Grandville (Roma) |

|                         |           |                  |
| Caprile 11’ Rebizzi 64’ | Marcatori | 69’, 84’ Repetti |

| Arbitro: | Bonetto (Torino) |

|                  |           |               |
| Rebizzi 16’, 32’ | Marcatori | 87’ Carradori |

| Arbitro: | Lo Bello (Siracusa) |

|                               |           |            |
| Greco II 3’ (aut.) Fiorio 80’ | Marcatori | 49’ Palmér |

| Arbitro: | Rigato (Mestre) |

|                        |           |             |
| Palmèr 14’ Caprile 17’ | Marcatori | 43’ Ponzoni |

| Arbitro: | Marchese (Napoli) |

|                |           |  |
| Castellano 46’ | Marcatori |  |

| Alessandria 17 aprile 1955 27ª giornata | Alessandria       | 0 – 0 | Legnano | Stadio Giuseppe Moccagatta\| Arbitro: \| Scaramella (Roma) \| |
| Arbitro:                                | Scaramella (Roma) |       |         |                                                               |

| Arbitro: | Pieri (Trieste) |

|                                   |           |                          |
| Rebizzi 5’ Revere 78’ Caprile 80’ | Marcatori | 47’ Macor 85’ Pistorello |

| Arbitro: | Smorto (Reggio Calabria) |

|                  |           |               |
| Caprile 10’, 76’ | Marcatori | 5’ Fioravanti |

| Arbitro: | Lo Bello (Siracusa) |

|               |           |            |
| Mezzalira 43’ | Marcatori | 37’ Palmér |

| Arbitro: | Moriconi (Roma) |

|                       |           |  |
| Rebizzi 4’ Palmér 77’ | Marcatori |  |

| Legnano 22 maggio 1955 32ª giornata | Legnano          | 0 – 0 | Como | Stadio Comunale\| Arbitro: \| Orlandini (Roma) \| |
| Arbitro:                            | Orlandini (Roma) |       |      |                                                   |

| Arbitro: | Scaramella (Roma) |

|  |           |               |
|  | Marcatori | 80’ Bercarich |

| Arbitro: | Orlandini (Roma) |

|                                         |           |  |
| Zorzin 48’ (rig.), 59’ (rig.) Pison 52’ | Marcatori |  |

## Statistiche

### Statistiche di squadra
| Competizione | Punti | Totale | Totale | Totale | Totale | Totale | Totale | DR |
| Competizione | Punti | G      | V      | N      | P      | Gf     | Gs     | DR |
| ------------ | ----- | ------ | ------ | ------ | ------ | ------ | ------ | -- |
| Serie B      | 40    | 34     | 13     | 14     | 7      | 42     | 36     | +6 |

### Statistiche dei giocatori
| Giocatore     | Serie B  | Serie B |
| Giocatore     | Presenze | Reti    |
| ------------- | -------- | ------- |
| E. Bercarich  | 12       | 3       |
| E. Caprile    | 34       | 11      |
| E. Colombi    | 27       | 0       |
| E. Greco (II) | 24       | 0       |
| M. Longoni    | 28       | 0       |
| L. Lupi       | 34       | 1       |
| R. Morelli    | 2        | 0       |
| E. Mustoni    | 25       | 2       |
| K.E. Palmér   | 34       | 5       |
| F. Pian       | 34       | 0       |
| G. Rebizzi    | 25       | 14      |
| D. Revere     | 8        | 1       |
| C. Rossi      | 1        | 0       |
| L. Sassi (I)  | 24       | 0       |
| F. Soldaini   | 6        | 0       |
| E. Tarabbia   | 34       | 0       |
| A. Zian       | 22       | 3       |